# 그랜드 슬램 (테니스)

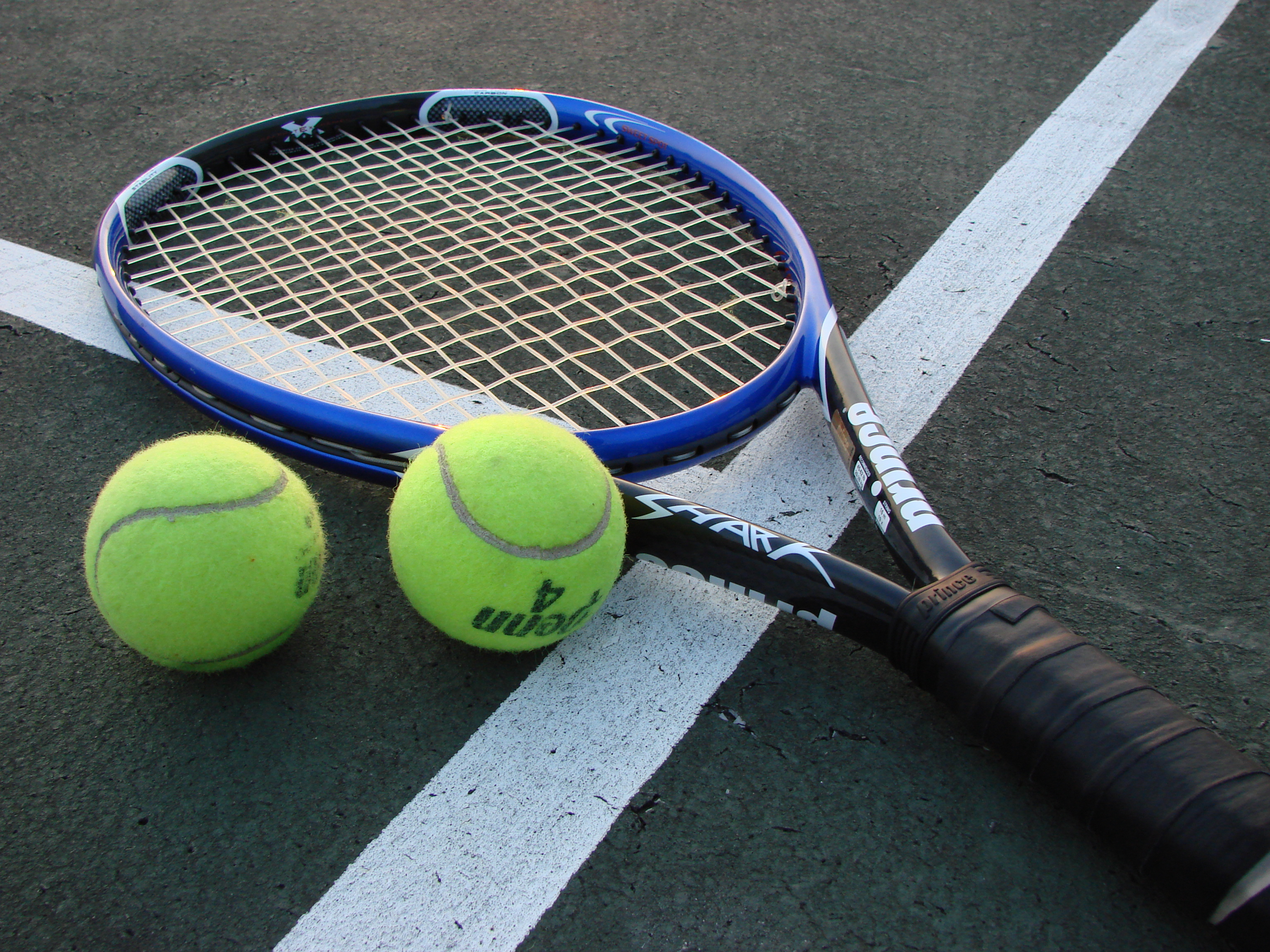

그랜드 슬램은 테니스 대회들 중 4개의 메이저 대회들을 가리키는 말이다. 이들은 랭킹 포인트, 전통, 상금, 인기도 등 모든 면에서 최고를 자랑하는 가장 권위있는 대회들이다. 이 대회들을 연중 개최 순서대로 나열하면 다음과 같다.
- 호주 오픈
- 롤랑가로스
- 윔블던
- US 오픈

이 4개 대회의 단식 또는 복식 경기에서 모두 우승한 선수나 팀을 일컬어 '그랜드 슬램을 달성했다'라고 말한다. 특히 한 해에 4개 대회를 모두 우승하는 경우 역년 그랜드 슬램(Calendar Year Grand Slam)이라고 하며, 두 해에 걸쳐 4개 대회에서 차례로 우승하는 경우는 비역년 그랜드 슬램(Non-calendar Year Grand Slam)이라고 한다. 연속이 아니지만 2년 이상의 기간에 걸쳐 4개 대회에서 모두 우승하는 경우는 커리어 그랜드 슬램(Career Grand Slam)이라고 하며, 4개 중 3개 대회에서 우승하는 경우는 스몰 슬램(Small Slam)이라 부른다. 한 해에 이 4개 대회 우승에 더하여 하계 올림픽 테니스 종목 금메달까지 획득하는 경우는 골든 슬램(Golden Slam)이라 칭한다.

## 역사
'그랜드 슬램'이라는 용어가 테니스에서 처음 사용된 것은 뉴욕 타임즈의 칼럼니스트 존 키어런(Johm Kieran)이 버드 콜린스(Bud Collins)의 저서 《토탈 테니스 - 테니스 대백과》(Total Tennis, The Ultimate Tennis Encyclopedia)를 인용하면서부터였다. 1933년에 대한 장에서, 콜린스는 호주의 테니스 선수 잭 크로포드(Jack Crawford)가 호주 오픈, 프랑스 오픈, 윔블던에서 우승한 직후 그가 US 오픈에서도 우승할 수 있을지에 대한 관심이 높아졌던 사실을 언급하였다. 카드 게임의 일종인 콘트랙트 브리지 선수였던 키어런은 이에 대해 "만일 크로포드가 US 오픈에서 우승한다면, 그것은 마치 코트에서 그랜드 슬램 스코어를 획득하는 것과 같을 것이다. 점수는 두 배가 되지만 벌점을 받을 위험도 커진다."라고 표현했다. 천식 환자였던 크로포드는 그해 US 오픈 결승에서 프레드 페리(Fred Perry)를 상대로 첫 두 세트를 따냈지만 이내 더위에 지쳐 내리 세 세트를 내주고 패배하고 말았다.
'그랜드 슬램'이라는 표현은 처음에는 테니스에서 한 해에 네 개의 메이저 대회를 모두 우승하는 것만을 의미하였으나, 이후 골프와 같은 스포츠에서도 주요 대회를 모두 우승하는 것을 가리키는 말로 폭넓게 쓰이게 되었다.

## 한 해에 4개 메이저 대회 우승

### 남자 단식
- 돈 버지 (1938)
- 로드 레이버 (1962 • 1969)

### 여자 단식
- 모린 코놀리 브린커 (1953)
- 마가렛 코트 (1970)
- 슈테피 그라프 (1988)
  - 참고: 1988년 슈테피 그라프는 올림픽 테니스 여자 단식 금메달도 획득하였음(골든 그랜드 슬램).

### 남자 복식
- 프랭크 세지먼과 켄 맥그레거 (1951)

### 여자 복식
- 마리아 부에노 (1960), 크리스틴 트루먼 제인스와 호주 오픈에서 우승, 달렌 하드와 프랑스 오픈, 윔블던, US 오픈에서 우승.
- 마르티나 나브라틸로바와 팸 슈라이버 (1984)
- 마르티나 힝기스 (1998), 미랴나 루치치와 호주 오픈에서 우승, 야나 노보트나와 프랑스 오픈, 윔블던, US 오픈에서 우승.

### 혼합 복식
- 마가렛 코트 (경기 당시 마가렛 스미스)와 켄 플레처(1963)
- 마가렛 코트 (1965; 경기 당시 마가렛 스미스), 존 뉴컴와 호주 오픈에서 우승; 켄 플레처와 프랑스 오픈 및 윔블던에서 우승; 프레드 스톨(Fred Stolle)과 US 오픈에서 우승.
  - 참고: 호주 오픈 결승은 치러지지 않았으며 로빈 에번과 오웬 데이비슨의 공동우승으로 처리되었음.
- 오웬 데이비슨 (1967), 레슬리 터너 보울리와 호주 오픈에서 우승, 빌리 진 킹과 프랑스 오픈, 윔블던, US 오픈에서 우승.

### 주니어 남자 단식
- 스테판 에드베리 (1983)

## 두 해에 걸쳐 4개 메이저 대회 연속 우승
그랜드 슬램은 원래 한 해에 4개의 메이저 대회를 모두 우승하는 것을 의미하였으나, 국제 테니스 연맹(ITF)은 그랜드 슬램을 연도에 관계 없이 (두 해에 걸치더라도) 연속으로 4개의 대회를 모두 우승하는 것으로 공식 정의하였다. 마르티나 나브라틸로바가 4개 메이저 대회에서 연속 우승하자 ITF는 그녀에게 1백만 달러의 그랜드 슬램 달성 보너스를 지급했다.

### 여자 단식
- 마르티나 나브라틸로바 (1983-84)
  - 그랜드 슬램 대회 6회 연속 우승 - 1983년 윔블던, US 오픈 (테니스), 호주 오픈 그리고 다음 해인 1984년 프랑스 오픈, 윔블던, US 오픈 (테니스)에서 우승. (1977년부터 1985년까지 호주 오픈은 12월에 열렸으며, 1987년부터 1월에 열리기 시작했음.)
- 슈테피 그라프 (1993-94)
  - 다음의 차례로 우승: 1993년 프랑스 오픈, 윔블던, US 오픈, 1994년 호주 오픈.
  - 그라프는 1988년 역년 그랜드 슬램(Calendar Year Grand Slam)도 달성했음.
- 세레나 윌리엄스 (2002-03)
  - "세레나 슬램" - 세레나의 그랜드 슬램 달성을 타이거 우즈가 2000~2001년 골프에서 달성한 그랜드 슬램을 타이거 슬램이라고 부르는 것과 같은 방식으로 표현한 것. 2002년 프랑스 오픈, 윔블던, US Open, 그리고 2003년 호주 오픈의 순으로 우승하였다.

### 여자 복식
- 히히 페르난데스와 나타샤 즈베레바 (1992-93)
  - 1992년 프랑스 오픈부터 1993년 윔블던까지 6회 연속 우승.

## 그랜드 슬램 단식 최다 연속 우승

### 남자 단식
- 6회: 돈 버지: (1937년 윔블던 – 1938년 US 오픈)

### 여자 단식
- 6회: 모린 코놀리 브린커: (1952년 윔블던 – 1953년 US 오픈)
- 6회: 마가렛 코트: (1969 US 오픈 – 1971년 호주 오픈)
- 6회: 마르티나 나브라틸로바: (1983년 윔블던 – 1984년 US 오픈)

### 남자 복식
팀:
- 7회: 켄 맥그레거와 프랭크 세지먼 (1951년 호주오픈 – 1952년 윔블던)

개인:
- 8회: 프랭크 세지먼 (1950년 US 챔피언십 – 1952년 윔블던)

### 여자 복식
팀:
- 8회: 마르티나 나브라틸로바와 팸 슈리버 (1983년 윔블던/US 오픈/호주오픈, 1984년 프랑스 오픈/윔블던/US오픈/호주 오픈, 1985년 프랑스 오픈)
- 6회: 히히 페르난데스와 나타샤 즈베레바 (1992년 프랑스 오픈/윔블던/US 오픈, 1993년 호주 오픈/프랑스 오픈/윔블던)

## 그랜드 슬램 단식 최다 연속 결승 진출
|  | 최소 4회 이상 결승에 진출한 선수만 명기함. |

### 남자
| 순위 | 선수명        | 회수 | 참고                                    |
| ---- | ------------- | ---- | --------------------------------------- |
| 1    | 로저 페더러   | 10   | 2005 윔블던 – 2007 US 오픈              |
| 2    | 로저 페더러   | 8    | 2008 프랑스 오픈 – 2010 호주 오픈       |
| 3    | 잭 크로포드   | 7    | 1934 호주 오픈 – 1935 윔블던            |
| 4    | 돈 버지       | 6    | 1937 윔블던 – 1938 U.S. 챔피언십        |
| 4    | 로드 레이버   | 6    | 1961 윔블던 – 1962 U.S. 챔피언십        |
| 6    | 프레드 페리   | 5    | 1934 윔블던 – 1935 윔블던               |
| 6    | 프랭크 세지먼 | 5    | 1951 U.S. 챔피언십 – 1952 U.S. 챔피언십 |
| 6    | 프레드 스톨   | 5    | 1964 윔블던 – 1965 윔블던               |
| 9    | 루 호드       | 4    | 1956 호주 챔피언십 – 1956 U.S. 챔피언십 |
| 9    | 로드 레이버   | 4    | 1969 호주 오픈 – 1969 US 오픈           |
| 9    | 안드레 애거시 | 4    | 1999 프랑스 오픈 – 2000 호주 오픈       |

### 여자
| 순위 | 선수명                 | 회수 | 참고                                          |
| ---- | ---------------------- | ---- | --------------------------------------------- |
| 1    | 슈테피 그라프          | 13   | 1987년 프랑스 오픈 – 1990년 프랑스 오픈       |
| 2    | 마르티나 나브라틸로바  | 11   | 1985년 프랑스 오픈 – 1987년 US 오픈           |
| 3    | 마르티나 나브라틸로바  | 6    | 1983년 윔블던 – 1984년 US 오픈                |
| 3    | 크리스 에버트          | 6    | 1984년 프랑스 오픈 – 1985년 윔블던            |
| 3    | 모니카 셀레스          | 6    | 1991년 US 오픈 – 1993년 호주 오픈             |
| 3    | 마가렛 코트            | 6    | 1969년 US 오픈 – 1971년 호주 오픈             |
| 3    | 모린 코놀리 브린커     | 6    | 1952년 윔블던 – 1953년 U.S. 챔피언십          |
| 7    | 슈테피 그라프          | 5    | 1993년 호주 오픈 – 1994년 호주 오픈           |
| 7    | 마르티나 힝기스        | 5    | 1997년 호주 오픈 – 1998년 호주 오픈           |
| 7    | 마가렛 코트            | 5    | 1963년 윔블던 – 1964년 윔블던                 |
| 7    | 마가렛 코트            | 5    | 1965년 호주 챔피언십 – 1966년 호주 챔피언십   |
| 11   | 하나 만들리코바        | 4    | 1980년 US 오픈 – 1981년 윔블던                |
| 11   | 마르티나 나브라틸로바  | 4    | 1981년 US 오픈 – 1982년 윔블던                |
| 11   | 크리스 에버트          | 4    | 1982년 윔블던 – 1983년 프랑스 오픈            |
| 11   | 아란차 산체스 비카리오 | 4    | 1994년 US 오픈 – 1995년 윔블던                |
| 11   | 세레나 윌리엄스        | 4    | 2002년 프랑스 오픈 – 2003년 호주 오픈         |
| 11   | 비너스 윌리엄스        | 4    | 2002년 프랑스 오픈 – 2003년 호주 오픈         |
| 11   | 쥐스틴 에넹            | 4    | 2006년 호주 오픈 – 2006년 US 오픈             |
| 11   | 마리아 부에노          | 4    | 1964년 프랑스 챔피언십 – 1965년 호주 챔피언십 |

## 그랜드 슬램 단식 최다 연속 우승
헬렌 윌스 무디는 1924년 US 오픈부터 1933년 윔블던까지 그녀가 출전한 16개의 그랜드 슬램 단식에서 모두 우승했다.(단, 불참한 1926년 프랑스 오픈과 윔블던 제외) 특히 15번째 우승까지는 매 대회에서 단 한 세트도 잃지 않았다. 이 기간 동안 그녀는 윔블던에서 6회, 프랑스 오픈에서 4회, US 오픈에서 6회 우승했다. 그녀는 1924년 하계 올림픽 테니스에서도 금메달을 땄다. 한편 그녀는 호주 오픈에는 한 번도 참가하지 않았다.

## 그랜드 슬램 혼합 복식 최다 연속 우승
도리스 하트(Doris Hart)는 1951년 프랑스 오픈부터 1955년 US 오픈까지 그녀가 출전했던 13개의 그랜드 슬램 혼합 복식에서 모두 우승했다.(윔블던 5회, 프랑스 오픈 3회, US 오픈 3회)

## 커리어 그랜드 슬램
선수생활 중에 4개의 메이저 대회를 모두 한 번 이상 우승하는 것을 커리어 그랜드 슬램(Career Grand Slam)이라 한다(위에서 한 해에 4개 메이저 대회를 모두 우승한 선수들도 해당됨). 지금까지 7명의 남자 선수와 10명의 여자 선수가 단식에서 커리어 그랜드 슬램을 달성하였다. 그러나 오픈 시대 이후로 한정하면 오직 5 명의 남자 선수(로드 레이버, 안드레 아가시, 로저 페더러, 라파엘 나달, 노바크 조코비치)와 6명의 여자 선수(마가렛 코트, 크리스 에버트, 마르티나 나브라틸로바, 슈테피 그라프, 세레나 윌리엄스, 마리아 샤라포바)만이 여기에 해당된다. 수많은 선수들이 부상이나 특정 코트에 대한 약점 때문에 커리어 그랜드 슬램을 달성하는데 실패했다. 비외른 보리는 US 오픈과 호주 오픈에서 한 번도 우승하지 못했다. 존 메켄로는 호주 오픈과 프랑스 오픈에서 한 번도 우승하지 못했다. 켄 로즈월, 기예르모 빌라스, 이반 렌들, 모니카 셀레스, 쥐스틴 에넹 그리고 매츠 빌랜더는 윔블던에서 우승하지 못했다. 존 뉴컴, 아서 애시, 지미 코너스, 보리스 베커, 스테판 에드베리, 피트 샘프라스, 마르티나 힝기스, 린제이 데이븐포트는 프랑스 오픈에서 우승하지 못했다. 비너스 윌리엄스는 호주 오픈과 프랑스 오픈에서 우승하지 못했다.
다음은 선수생활 중 4개의 그랜드 슬램 대회에서 모두 우승한 선수들의 목록이다. 맨 앞의 숫자는 첫 그랜드 슬램 우승 연도이며, 그 다음에 나오는 숫자는 커리어 그랜드 슬램을 달성하는 데 필요한 나머지 대회를 우승한 연도들이다. 맨 뒤 블랭킷 기호 안에 표기된 숫자는 커리어 그랜드 슬램을 달성했을 당시의 나이를 나타낸다.

### 남자 단식
- 프레드 페리 (1933-34-35) [26]
- 돈 버지 (1937-38) [23]
- 로드 레이버 (1960-61-62) [24]
- 로이 에머슨 (1961-63-64) [27]
- 안드레 애거시 (1992년 윔블던-1994년 US 오픈-1995년 호주 오픈-1999년 프랑스 오픈) [29]
  - 애거시는 슈테피 그라프와 함께 4개 그랜드 슬램 대회에 더해 올림픽 테니스 종목에서도 우승하여 커리어 골든 슬램을 달성한 역대 두 명의 선수 중 한 명이다. 단, 테니스는 1924년부터 1988년까지 64년간 올림픽 정식종목에서 제외되어 있었으며, 1988년 서울 올림픽에서 다시 정식종목으로 채택되었다.
- 로저 페더러(2003년 윔블던, 2004년 호주 오픈, 2004년 US 오픈, 2009년 프랑스 오픈)
- 라파엘 나달(2005년 프랑스 오픈, 2008년 윔블던, 2009년 호주 오픈, 2010년 US 오픈)
  - 나달은 2008년 베이징 올림픽 테니스 남자 단식에서 금메달을 획득하여 #커리어 골든 슬램도 달성하였다.
- 노바크 조코비치(2008년 호주 오픈, 2011년 US 오픈, 2011년 윔블던, 2016년 프랑스 오픈)

### 여자 단식
- 모린 코놀리 브린커(1951-52-53) [18]
- 도리스 하트 (1949-50-51-54) [29]
- 셜리 프라이 어빈 (1951-56-57) [29]
- 마가렛 코트 (1960-62-63; 당시 마가렛 스미스) [20]
- 빌리 진 킹 (1966-67-68-72) [28]
- 크리스 에버트 (1974-75-82) [28]
- 마르티나 나브라틸로바 (1978-81-82-83) [26]
- 슈테피 그라프 (1987-88) [19]
  - 그라프는 1988년 4개 그랜드 슬램 대회에 더해 하계 올림픽 테니스에서까지 금메달을 따면서 테니스 역사상 한 해에 골든 슬램을 달성한 유일한 선수가 되었다.
- 세레나 윌리엄스 (1999-2002-03) [21]
- 마리아 샤라포바 (2004-2006-2008-2012) [25]

### 남자 복식
다음은 4개 그랜드 슬램 대회의 남자 복식에서 모두 우승한 선수들의 목록이다. 각각의 그랜드 슬램 대회를 우승한 연도와 함께 표기되어 있다.
팀 (7):
- 프랭크 세지먼 & 켄 맥그레거 (1951-52)
- 루 호드 & 켄 로즈월 (1953-56)
- 로이 에머슨 &닐 프레이저 (1959-60-62)
- 존 뉴컴 & 토니 로체 (1965-67)
- 야코 엘팅 & 파울 하르하위스 (1994-95-98)
- 토드 우드브리지 & 마크 우드포드 (1992-93-95-2000)
- 밥 브라이언 & 마이크 브라이언 (2003-05-06)

개인 (7명):
- 아드리안 퀴스트 (1935-36-39)
- 닐 프레이저 (1957-58-59)
- 밥 휴이트 (1962-64-67-77)
- 존 피츠제럴드 (1982-84-86-89)
- 안데르스 야뤼드 (1983-87-89)
- 요나스 비요크만 (1998-2002-03-05)
- 다니엘 네스터 (2002-04-07-08)

### 여자 복식
팀 (5):
- 마가렛 코트 & 쥬디 테가트 달튼 (1966-69-70)
- 케이시 조던 & 앤 스미스 (1980-81)
- 마르티나 나브라틸로바 & 팸 슈라이버 (1981-82-83-84)
- 히히 페르난데스 & 나타샤 즈베레바 (1992-93)
- 세레나 윌리엄스 & 비너스 윌리엄스 (1999-2000-01)

개인 (13):
- 루이즈 브로프 클랩 (1942-46-50)
- 도리스 하트 (1947-48-50-51)
- 셜리 프라이 어빈 (1950-51-57)
- 앨시아 깁슨 (1956-1957)
- 마리아 부에노 (1958-60)
- 레슬리 터너 보우리 (1961-64)
- 쥬디 테가트 달튼 (1964-66-69-70)
- 히히 페르난데스 (1988-91-92-93)
- 나타샤 즈베레바 (1989-91-93)
- 헬레나 수코바 (1989-90-93)
- 야나 노보트나 (1989-90-94)
- 마르티나 힝기스 (1996-97-98)
- 리사 레이몬드 (2000-01-06)

### 혼합 복식
다음은 4개 그랜드 슬램 대회의 혼합 복식에서 모두 우승한 선수들의 목록이다. 각각의 그랜드 슬램 대회를 우승한 연도와 함께 표기되어 있다.
팀 (3):
- 프랭크 세지먼 & 도리스 하트 (1949-51)
- 켄 플레처 & 마가렛 코트 (1964-65)
- 마티 리센 & 마가렛 코트 (1969-75)

개인 - 남자 (5):
- 오웬 데이비슨 (1965-66-67)
- 밥 휴이트 (1961-70-77-79)
- 토드 우드브리지 (1990-93-94-95)
- 마크 우드포드 (1992-93)
- 마헤시 부파티 (1997-99-2005-06)

개인 - 여자 (3):
- 빌리 진 킹 (1967-68)
- 마르티나 나브라틸로바 (1974-85-2003)
- 다니엘라 한투코바 (2001-02-05)

### 주니어 남자 단식
- 스테판 에드베리 (1983)

### 주니어 남자 복식
- Mark Kratzmann (1983-84)

## 스몰 슬램
한 해에 그랜드슬램 4개 대회중 3개를 우승하면 스몰 슬램을 달성했다고 말한다.

### 남자 단식
- 잭 크로포드
  - 1933: 호주, 프랑스, U.S. 챔피언십
- 프레드 페리
  - 1934: 호주, 윔블던, U.S. 챔피언십
- 토니 트래버트
  - 1955: 프랑스, 윔블던, U.S. 챔피언십
- 루 호드
  - 1956: 호주, 프랑스, 윔블던 챔피언십
- 애슐리 쿠퍼
  - 1958: 호주, 윔블던, U.S. 챔피언십
- 로이 에머슨
  - 1964: 호주, 윔블던, U.S. 챔피언십
- 지미 코너스
  - 1974: 호주, 윔블던, US 오픈
- 매츠 빌랜더
  - 1988: 호주, 프랑스, US 오픈
- 로저 페더러
  - 2004: 호주, 윔블던, US 오픈
  - 2006: 호주, 윔블던, US 오픈
  - 2007: 호주, 윔블던, US 오픈
- 라파엘 나달
  - 2010: 프랑스, 윔블던, US 오픈
- 노바크 조코비치
  - 2011: 호주, 윔블던, US 오픈
  - 2015: 호주, 윔블던, US 오픈

### 여자 단식
- 헬렌 윌스
  - 1928: 프랑스 챔피언십, 윔블던, U.S. 챔피언십
  - 1929: 프랑스 챔피언십, 윔블던, U.S. 챔피언십
- 마가렛 코트 - 1970년 역년 그랜드 슬램도 달성했음
  - 1962: 호주, 프랑스, U.S. 챔피언십
  - 1965: 호주, 윔블던, U.S. 챔피언십
  - 1969: 호주, 프랑스, US 오픈
  - 1973: 호주, 프랑스, US 오픈
- 빌리 진 킹
  - 1972: 프랑스, 윔블던, US 오픈
- 마르티나 나브라틸로바 - 1983-84년 그랜드 슬램 6회 연속 우승도 달성했음
  - 1983: 호주, 윔블던, US 오픈
  - 1984: 프랑스, 윔블던, US 오픈
- 슈테피 그라프 - 1988년 역년 그랜드 슬램 및 역년 골든 슬램, 1993-94 두 해에 걸친 그랜드 슬램도 달성했음
  - 1989: 호주, 윔블던, US 오픈
  - 1993: 프랑스, 윔블던, US 오픈
  - 1995: 프랑스, 윔블던, US 오픈
  - 1996: 프랑스, 윔블던, US 오픈
- 모니카 셀레스
  - 1991: 호주, 프랑스, US 오픈
  - 1992: 호주, 프랑스, US 오픈
- 마르티나 힝기스
  - 1997: 호주, 윔블던, US 오픈
- 세레나 윌리엄스 - 2003년 호주 오픈 우승으로 비역년 그랜드 슬램도 달성했음
  - 2002: 프랑스 오픈, 윔블던, US 오픈

### 남자 복식
- 자크 브뤼뇽
  - 1928: 호주 챔피언십, 프랑스 챔피언십, 윔블던
- 존 밴 린
  - 1931: 프랑스 챔피언십, 윔블던, U.S. 챔피언십
- 잭 크로포드
  - 1935: 호주 챔피언십, 프랑스 챔피언십, 윔블던
- 존 브롬위치
  - 1950: 호주 챔피언십, 윔블던, U.S. 챔피언십
- 켄 맥그레거
  - 1952: 호주 챔피언십, 프랑스 챔피언십, 윔블던
- 프랭크 세지먼
  - 1952: 호주 챔피언십, 프랑스 챔피언십, 윔블던
- 켄 로즈월
  - 1953: 호주 챔피언십, 프랑스 챔피언십, 윔블던
  - 1956: 호주 챔피언십, 윔블던, U.S. 챔피언십
- 루 호드
  - 1953: 호주 챔피언십, 프랑스 챔피언십, 윔블던
  - 1956: 호주 챔피언십, 윔블던, U.S. 챔피언십
- 토니 로체
  - 1967: 호주 챔피언십, 프랑스 챔피언십, U.S. 챔피언십
- 존 뉴컴
  - 1967: 호주 챔피언십, 프랑스 챔피언십, U.S. 챔피언십
  - 1973: 호주 오픈, 프랑스 오픈, US 오픈
- 안데르스 야뤼드
  - 1987: 호주 오픈, 프랑스 오픈, US 오픈
  - 1991: 프랑스 오픈, 윔블던, US 오픈
- 존 피츠제럴드
  - 1991: 프랑스 오픈, 윔블던, US 오픈
- 야코 엘팅
  - 1998: 호주 오픈, 프랑스 오픈, 윔블던

### 여자 복식
- 마가렛 오스본 듀폰
  - 1946: 프랑스 챔피언십, 윔블던, U.S. 챔피언십
  - 1949: 프랑스 챔피언십, 윔블던, U.S. 챔피언십
- 루이즈 브로프 클랩
  - 1946: 프랑스 챔피언십, 윔블던, U.S. 챔피언십
  - 1949: 프랑스 챔피언십, 윔블던, U.S. 챔피언십
  - 1950: 호주 챔피언십, 윔블던, U.S. 챔피언십
- 도리스 하트
  - 1951: 프랑스 챔피언십, 윔블던, U.S. 챔피언십
  - 1952: 프랑스 챔피언십, 윔블던, U.S. 챔피언십
  - 1953: 프랑스 챔피언십, 윔블던, U.S. 챔피언십
- 셜리 프라이 어빈
  - 1951: 프랑스 챔피언십, 윔블던, U.S. 챔피언십
  - 1952: 프랑스 챔피언십, 윔블던, U.S. 챔피언십
  - 1953: 프랑스 챔피언십, 윔블던, U.S. 챔피언십
- 달렌 하드
  - 1962: 프랑스 챔피언십, 윔블던, U.S. 챔피언십
- 레슬리 터너 보울리
  - 1964: 호주 챔피언십, 프랑스 챔피언십, 윔블던
- 낸시 리치 건터
  - 1966: 호주 챔피언십, 윔블던, U.S. 챔피언십
- 베티 스토브
  - 1972: 프랑스 오픈, 윔블던, US 오픈
- 마가렛 코트
  - 1973: 호주 오픈, 프랑스 오픈, US 오픈
- 버지니아 웨이드
  - 1973: 호주 오픈, 프랑스 오픈, US 오픈
- 헬렌 걸리 콜리
  - 1977: 호주 오픈 (1월), 윔블던, 호주 오픈 (12월)
- 마르티나 나브라틸로바
  - 1982: 프랑스 오픈, 윔블던, 호주 오픈
  - 1983: 윔블던, US 오픈, 호주 오픈
  - 1986: 프랑스 오픈, 윔블던, US 오픈
  - 1987: 호주 오픈, 프랑스 오픈, US 오픈
- 팸 슈라이버
  - 1983: 윔블던, US 오픈, 호주 오픈
  - 1987: 호주 오픈, 프랑스 오픈, US 오픈
- 헬레나 수코바
  - 1990: 호주 오픈, 프랑스 오픈, 윔블던
- 히히 페르난데스
  - 1992: 프랑스 오픈, 윔블던, US 오픈
  - 1993: 호주 오픈, 프랑스 오픈, 윔블던
  - 1994: 호주 오픈, 프랑스 오픈, 윔블던
- 나타샤 즈베레바
  - 1992: 프랑스 오픈, 윔블던, US 오픈
  - 1993: 호주 오픈, 프랑스 오픈, 윔블던
  - 1994: 호주 오픈, 프랑스 오픈, 윔블던
  - 1997: 호주 오픈, 프랑스 오픈, 윔블던
- 야나 노보트나
  - 1990: 호주 오픈, 프랑스 오픈, 윔블던
  - 1998: 프랑스 오픈, 윔블던, US 오픈
- 비르히니아 루아노 파스쿠알
  - 2004: 호주 오픈, 프랑스 오픈, US 오픈
- 파올라 수아레즈
  - 2004: 호주 오픈, 프랑스 오픈, US 오픈

### 혼합 복식
- Eric Sturgess
  - 1949: 프랑스 챔피언십, 윔블던, U.S. 챔피언십
- 프랭스 세지먼
  - 1951: 프랑스 챔피언십, 윔블던, U.S. 챔피언십
  - 1952: 프랑스 챔피언십, 윔블던, U.S. 챔피언십
- 도리스 하트
  - 1951: 프랑스 챔피언십, 윔블던, U.S. 챔피언십
  - 1952: 프랑스 챔피언십, 윔블던, U.S. 챔피언십
  - 1953: 프랑스 챔피언십, 윔블던, U.S. 챔피언십
- Vic Seixas
  - 1953: 프랑스 챔피언십, 윔블던, U.S. 챔피언십
- 마가렛 코트
  - 1964: 호주 챔피언십, 프랑스 챔피언십, U.S. 챔피언십
  - 1969: 호주 오픈, 프랑스 오픈, US 오픈
- 빌리 진 킹
  - 1967: 프랑스 챔피언십, 윔블던, U.S. 챔피언십
- 마티 리센
  - 1969: 호주 오픈, 프랑스 오픈, US 오픈
- [밥 휴이트]
  - 1979: 프랑스 오픈, 윔블던, US 오픈
- 마르티나 나브라틸로바
  - 1985: 프랑스 오픈, 윔블던, US 오픈
- 마크 우드포드
  - 1992: 호주 오픈, 윔블던, US 오픈

### 주니어 남자 단식
- Mark Kratzmann
  - 1984: 호주 오픈, 윔블던, US 오픈
- Nicolas Pereira
  - 1988: 프랑스 오픈, 윔블던, US 오픈
- 가엘 몽피스
  - 2004: 호주 오픈, 프랑스 오픈, 윔블던

### 주니어 남자 복식
- 마크 크래츠먼
  - 1983: 프랑스 오픈, 윔블던, US 오픈
- 제이슨 스톨텐버그 & 토드 우드브리지
  - 1988: 호주 오픈, 프랑스 오픈, 윔블던
- 브렌던 에반스 & 스콧 오드시마
  - 1988: 호주 오픈, 윔블던, US 오픈

### 주니어 여자 단식
- 나탈리아 즈베레바
  - 1987: 프랑스 오픈, 윔블던, US 오픈
- 막달레나 말리바
  - 1990: 호주 오픈, 프랑스 오픈, US 오픈

### 주니어 여자 복식
- 베스 허
  - 1982: 프랑스 오픈, 윔블던, US 오픈
- 코리나 모라리우 & Ludmilla Varmuzova
  - 1995: 호주 오픈, 프랑스 오픈, US 오픈
- 빅토리아 아자렌카
  - 2005: 호주 오픈, 프랑스 오픈, 윔블던
- 아나스타샤 파블류첸코바
  - 2006: 호주 오픈, 프랑스 오픈, 윔블던
- 우르줄라 라드바니스카
  - 2007: 프랑스 오픈, 윔블던, US 오픈

## 커리어 '풀셋' 그랜드 슬램
공식적으로 사용되는 용어는 아니나, 또 다른 형태의 그랜드 슬램 달성 방식으로 '풀셋'(boxed set) 그랜드 슬램이 있다. 이것은 4개 그랜드 슬램 대회의 단식, 복식, 혼합복식에서 모두 우승하는 것을 의미한다.
일반적으로 남자 상위 랭커들은 여자 상위 랭커들에 비해 복식 경기에 잘 출전하지 않는 편이고, 혼합복식에 출전하는 경우는 거의 없다. 이런 이유로 테니스 역사상 '풀셋' 그랜드 슬램을 달성한 남자 선수는 아직까지 없으며, 다음 3명의 여자 선수들만이 이 기록을 달성했다.
- 도리스 하트
- 마가렛 코트
- 마르티나 나브라틸로바

현역 선수 중에서는 세레나 윌리엄스가 이 조건에 가장 가까워져 있는 상태이다. 그녀는 호주 오픈 및 프랑스 오픈 혼합복식을 제외한 나머지 그랜드 슬램 대회의 단식, 복식, 혼합복식에서 모두 우승하였다.

## 같이 보기
- 그랜드 슬램 (골프)